# Тахир Меха
Тахир Меха (алб. Tahir Meha; Доње Преказе, 10. октобар 1943 — Доње Преказе, 13. мај 1981) био је албански борац против југословенске власти на Косову. Погинуо је након једанаесточасовног оружаног обрачуна у Преказама са специјалим јединицама милиције, током кога су се наоружани одметници предвођени Тахиром Мехом забаракадирали у својој кули и пружали отпор. Постао је важна фигура косовско-албанског фолклора као симбол против југословенских власти.

## Биографија
Меха је рођен у албанској породици у село Доње Преказе у Дреници, а међу Албанцима био је познат јер је поседовао кулу познату као „кула од Мехајва и Небиха”. Према албанском фолклору, Меха је као и свакодневно био у куповини у продавници. Тог дана 13. маја 1981. године у продавници у Доњим Преказама сусрела су га два полицајца који су приметили да Меха има пиштољ и затражила да га преда, што је Меха одбио. Када су полицајци почели да му прете, Меха је отворио ватру и почела је борба. Према југословенским медијима, Меха је убио девет полицајца и ранио двојицу.
Тахир је након тога побегао у своју кућу. Југословенске снаге су тог истог дана у Преказе кренуле са тенковима и хеликоптерима, а Тахиру се придружио његов отац. Када је Тахира замолио његов пријатељ да преда оружје, Меха му је одговорио „Одбијам да се предам Србима” и остао је у кули. Његов отац је такође остао у кули, а полицијска опсада трајала је 22 сата. Кућу и кулу су окружила три батаљона како би се осигурало да Тахир Меха не побегне. Када је из тенка испаљена ватра, граната је срушила зид његове куле. Меха је успео да баци ручну гранату у кабину са резервоаром и да тешко оштети тенк. Када је Меха наставио да се даље бори, југословенске снаге су уз помоћ светлосних снопова приметиле Тахира и отвориле ватру. Тахир је пронађен следећег јутра са 8 метака у телу, а његов леш је однело локално становништво.

## Узрок одбијања да преда пиштољ
Тахиров деда, Емин Лати (1892—1974), био је члан качачког покрета Азема Бејте који се током двадесетих година 20. века борио против власти Србије. После смрти Азема Бејте 1924. године, Емин Лати је узео револвер од Азема Бејте и скривао га све до 1941. године, када га је дао свом сину Небиху (1910—1981) који га је користио током Другог светског рата у борбама заједно са Шабаном Полужом. Небих је након Другог светског рата револвер предао свом сину Тахиру, који се са њиме борио против југословенских снага. Разлог због којег је Меха одбио да преда пиштољ био је тај што је пиштољ некада припадао Азему Бејти.